# Lobster 12.5

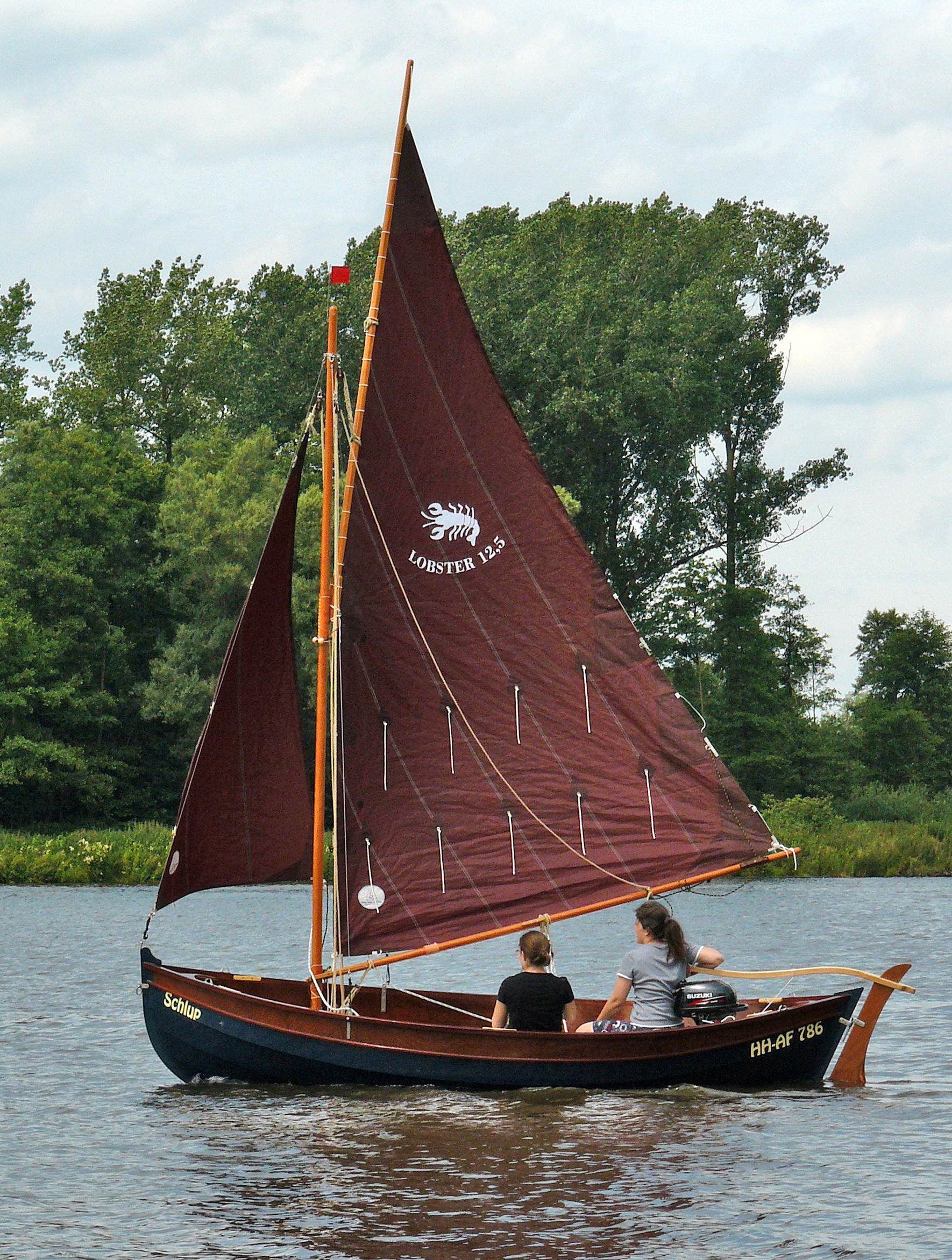
Lobster 12.5, Ausstattungsvariante mit Steilgaffeltakelung

Als Lobster 12.5 wird eine 4,23 Meter lange Holzbootklasse mit Spitzgatt-Rumpf bezeichnet, die Wasserlinie hat eine Länge von 3,81 m (12,5 Fuß). Die Boote können mit Steilgaffeltakelung gesegelt oder als Ruderboot gefahren werden. Eine Motorisierung mit einem Außenborder ist über eine Bünn möglich. Mit Besegelung ähnelt das Aussehen des Lobster 12.5 traditionellen holländischen Schaluppen, welche im 19. Jahrhundert beim küstennahen Fischfang Verwendung fanden. Die Klinkerbeplankung erfolgt jedoch nach zeitgemäßem Stitch and Glue-Verfahren auf Epoxidharzbasis. Das Boot wurde von der niederländischen Werft Linnartz Houten Bootenbouw entwickelt und von 2007 bis 2016 gebaut. Es wurde in der Regel als Bausatz vertrieben und vom Käufer im Eigenbau hergestellt.